# Salomón Ibarra Mayorga
Salomón Ibarra Mayorga (8 septembre 1887 à Chinandega, Nicaragua - 2 octobre 1985 à Tegucigalpa, Honduras) est un poète et penseur politique nicaraguayen. Il est notamment connu pour avoir écrit le texte de l'hymne national du Nicaragua, Salve a ti Nicaragua.

## Biographie
Né à la fin du XIXe siècle dans le département de Chinandega, il est le fils de Felipe Ibarra, avocat et poète, et Eloísa Mayorga. Son père fut également professeur du poète Rubén Darío à qui il enseigna à écrire en vers.

## Hymne national
Il participe en 1918 au concours lancé par le gouvernement du président Emiliano Chamorro Vargas visant à doter l'hymne national du Nicaragua de nouvelles paroles. C'est sous le pseudonyme de Rómulo qu'il propose le texte qui sera choisi par le jury composé pour l'occasion en décembre. Il faut cependant attendre 1939 pour que cette décision soit officialisée par un décret au journal officiel, sous le régime de Anastasio Somoza García.
En 1955, il publie aux éditions du ministère des affaires étrangères nicaraguayen la Monografía del himno nacional de Nicaragua dans laquelle il commente la rédaction des paroles de l'hymne.